# 벨러 벌라사
벨러 알렉산더 벌라사(Béla Alexander Balassa, 1928년 4월 6일 – 1991년 5월 10일)는 헝가리의 경제학자로, 존스 홉킨스 대학교의 교수로 재직했으며 세계은행의 컨설턴트로 활동했다.
벌라사는 구매력 평가와 국가 간 생산성 차이(‘발라사-새뮤얼슨 효과’) 간의 관계에 대한 연구로 가장 잘 알려져 있다. 또한 현시 비교우위에 대한 연구로도 알려져 있다.
벌라사는 부다페스트 대학교에서 법학 학위를 받았다. 1956년 헝가리 혁명 이후 헝가리를 떠나 오스트리아로 갔다. 그곳에서 록펠러 재단으로부터 예일 대학교에서 공부할 수 있는 장학금을 받아 1958년과 1959년에 각각 인문사회 석사와 철학박사 학위를 받았다. 1959년에 존 애디슨 포터 상을 수상했다. 벌라사는 또한 개발 및 무역 정책에 대한 자문가로 활동하며 세계은행을 위해 광범위한 컨설팅 작업을 수행했다. 은행의 권위 있는 역사에 따르면, 벌라사는 "1970년대 무역 정책 분야에서 은행의 개념적 변혁의 주인공이었다."
경제학 외에도, 벌라사는 유명한 미식가였는데, 국제 기관의 경비 한도 내에서 파리에서 잘 먹는 것에 대한 비공식 가이드북을 작성하고 주기적으로 업데이트했으며, 이는 그의 친구들과 동료들 사이에서 유통되었다.

## 출판물
- The Theory of Economic Integration. George Allen & Unwin Ltd. London : 1961.
- Trade prospects for developing countries, Homewood, Ill. : 1964.
- Trade Liberalization Among Industrial Countries : Objectives and Alternatives. Published for the Council on Foreign Relations by McGraw-Hill. New York : 1967.
- The Role of Foreign Trade in the Economic Development of Korea, in Foreign Trade and Investment, University of Wisconsin Press.
- The Newly Industrializing Countries in the World Economy, Pergamon Press: New York.
- Policy Responses to External Shocks in Hungary and Yugoslavia: 1974-76 and 1979-81, Volume 1, Economic Performance and Policy, Printed for the Joint Economic Committee, Congress of the United States, October 28, 1985.
- Policy Experiments in Chile, 1973-1983, in The National Economic Policies of Chile, 에드워드 앨트먼 and 잉고 발터, Eds, New York University.
- The "New Growth Path" in Hungary, in Banca Nazionale del Lavoro Quarterly Review, December 1985.

## 생애
- 1962–1967 예일 대학교 조교
- 1966–1991 존스 홉킨스 대학교 교수
- 1966– 세계은행 자문가
- 1970–1971 REStat 편집자; 비교 경제학회 회장
- 1979–1980 비교 경제학 연구 협회 회장
- 1980 프랑스 학술원, 수상자